# William Wyler
William Wyler (n. 1 iulie 1902, Mulhouse, Imperiul German – d. 27 iulie 1981, Los Angeles, California, SUA) a fost un director, producător și regizor american de film, câștigător a trei Premii Oscar pentru cel mai bun regizor (1943, 1947, 1960).

## Filmografie selectivă
- 1929 Șantajul (The Shakedown)
- 1931 Lupta pentru dragoste (A House Divided)
- 1933 Avocatul femeilor (Counsellor at Law)
- 1936 A doua tinerețe (Dodsworth)
- 1936 Infamia (These Three)
- 1937 Periferie (Dead End)
- 1938 Jezebel cu Bette Davis și Henry Fonda
- 1939 La răscruce de vânturi (Wuthering Heights)
- 1942 Mrs. Miniver
- 1946 Cei mai frumoși ani ai vieții noastre (The Best Years of Our Lives)
- 1949 Moștenitoarea (The Heiress)
- 1951 O viață într-o zi (Detective Story)
- 1952 Sora Carrie (Carrie)
- 1953 Vacanță la Roma (Roman Holiday) cu Gregory Peck și  Audrey Hepburn
- 1955 Ore de cumpănă (The Desperate Hours)
- 1956 Legea Domnului (Friendly Persuasion)
- 1958 Ferma din Arizona (The Big Country) cu Gregory Peck, Jean Simmons și Burl Ives
- 1959 Ben-Hur cu Charlton Heston
- 1961 Școala de fete (The Children’s Hour)
- 1965 Colecționarul (The Collector) cu Terence Stamp și Samantha Eggar
- 1966 Cum să furi un milion (How to Steal a Million) cu Audrey Hepburn, Peter O'Toole și Eli Wallach
- 1968 Funny Girl
- 1970 Eliberarea lui L. B. Jones (The Liberation of L.B. Jones) cu  Lee J. Cobb și Lola Falana